# Eduard III van Engeland
Eduard III (Engels: Edward) (Windsor Castle, 13 november 1312 – Richmond upon Thames, 21 juni 1377) was koning van Engeland van 1327 tot 1377. Hij was de oudste zoon van Eduard II en Isabella van Frankrijk.
Na de arrestatie van zijn vader in 1326 werd hij aangewezen als opvolger. Binnen enkele maanden werd hij tot koning gekroond. Zolang hij echter nog minderjarig was namen zijn moeder Isabella en haar minnaar Roger Mortimer de zaken waar.
In januari 1328 trouwde Eduard, vijftien jaar oud, met de 13-jarige Filippa van Henegouwen, dochter van graaf Willem van Henegouwen en Holland. In 1330 liet hij Mortimer gevangennemen en ter dood brengen. Isabella werd opgesloten in Castle Rising.
In 1328 was Eduard, naast Filips van Valois, medekandidaat voor het Franse koningschap, aangezien de Franse koning Karel IV geen zoons had. De Franse edelen gaven de voorkeur aan Filips. Aanvankelijk erkende Eduard Filips als koning van Frankrijk en bracht hem leenhulde voor zijn bezitting in het zuiden van Frankrijk. Maar in 1337 kwam daar plotseling een einde aan. Hij trok de erkenning in en vernoemde de Franse koning nog slechts als hertog Filips van Valois. In de herfst van 1339 voerde hij zijn leger al plunderend door het platteland van Cambresis, Vermandois en Thiérache. Op 26 januari 1340 presenteerde Eduard zich op de Gentse Vrijdagmarkt als koning van Frankrijk, met een nieuw wapen waarin de Franse lelie was geïntegreerd. Met de steun van Jacob van Artevelde vroeg hij het publiek om hem als koning te erkennen en nam hij de hommage van verschillende Vlaamse edelen in ontvangst. Dit was het effectieve begin van de Honderdjarige Oorlog.
Eduard behaalde vele successen in deze strijd, waaronder de Slag bij Crécy (1346) en de Slag bij Poitiers (1356). In september 1340 werd hij in Gent zelfs tot koning van Frankrijk uitgeroepen, maar in 1360 moest hij zijn aanspraken opgeven. Uiteindelijk had hij praktisch al zijn gebied, op enkele steden na, verloren. In 1346 werd Eduard in Frankrijk vergezeld door zijn oudste zoon Eduard de Zwarte Prins, die met steun van John Chandos een bekwaam militair bleek. Hij liet veel van de Franse strijd aan deze zoon over en concentreerde zich zelf verder op de Schotten. Ook hier had Eduard aanvankelijk succes, maar in 1357 moest hij bij het Verdrag van Berwick de Schotten zelfstandigheid toezeggen.
Hoewel hij een goed huwelijk had, was Eduard een rokkenjager. Zijn minnares Alice Perrers had een grote invloed op hem.

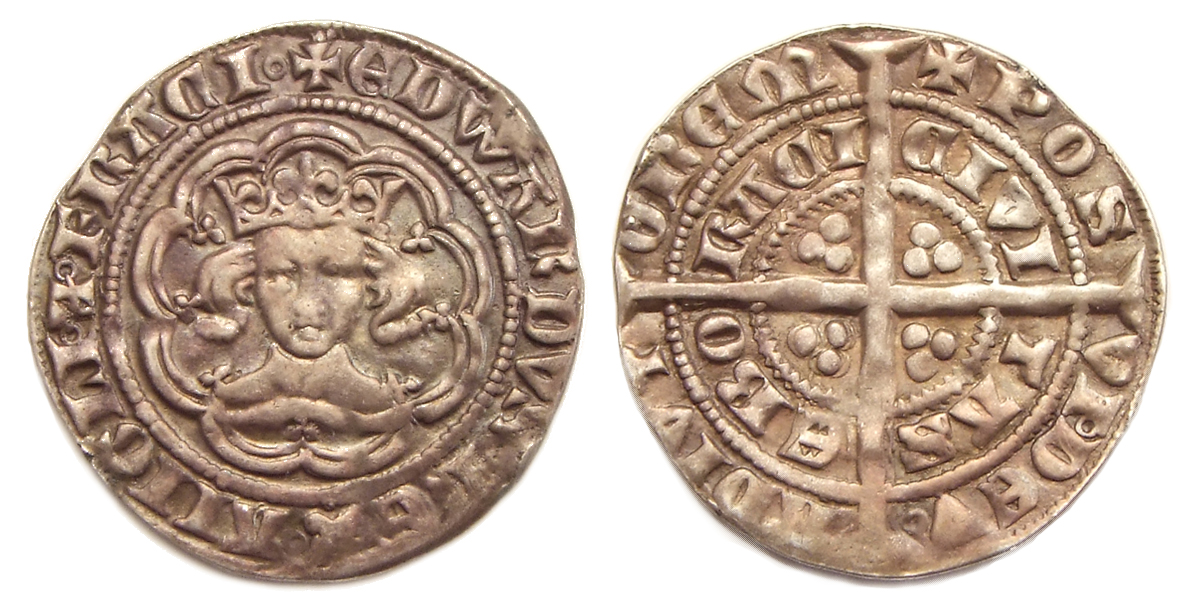
Halve groot met portret van Eduard III, geslagen in York

Een bekende gebeurtenis leidde tot de oprichting van de vermaarde Orde van de Kousenband. Tijdens een dans op een bal aan het hof verloor zijn danspartner een kousenband. Hij raapte deze op en, om haar gêne te besparen, bond hij het voorwerp om zijn eigen been met de woorden: Honi soit qui mal y pense ('Schande over diegene die er kwaad van denkt’), een uiting die het motto werd van de ridderorde.
Eduards leger had aanvankelijk wel vele successen, maar de almaar voortdurende oorlogen hadden zeer veel geld gekost. Dit leidde tot de verdere ontwikkeling van het parlement, dat door de steeds terugkomende vraag om meer geld zijn macht wist uit te breiden. Het parlement moest de financiering goedkeuren en daarmee gepaard gaande wetten voorbereiden. Het Lagerhuis ontwikkelde zich als een belangrijke factor als tegenwicht tegen de adel en de geestelijkheid in het Hogerhuis.
Tegen het eind van zijn leven liet Eduard de staatszaken grotendeels over aan zijn jongere zoon, Jan van Gent (John of Gaunt), zo genoemd omdat hij daar geboren was.
Eduard stierf op 64-jarige leeftijd aan een beroerte en werd begraven in Westminster Abbey. Zijn oudste zoon Eduard was toen al overleden. Hij werd opgevolgd door zijn kleinzoon, die de troon besteeg als Richard II.

## Huwelijk en kinderen
Met Filippa van Henegouwen
- Eduard van Woodstock (1330-1376), bijgenaamd de Zwarte Prins, vader van koning Richard II van Engeland
- Isabella (1332-1379), gehuwd met Engelram VII van Coucy
- Johanna van Engeland (1333 of 1335 - 2 september 1348), overleden aan de Zwarte Dood
- Willem van Hatfield (16 februari 1337 - 8 juli 1337)
- Lionel van Antwerpen, 1ste hertog van Clarence (1338-1368)
- Jan van Gent, 1ste hertog van Lancaster (1340-1399), vader van koning Hendrik IV van Engeland
- Edmund van Langley, 1ste hertog van York (1341-1402)
- Blanca (1342-1342)
- Maria Plantagenet (10 oktober 1344 - 1362), gehuwd 1361 met Jan IV van Bretagne
- Margaretha Plantagenet (1346-1361)
- Willem van Windsor (24 juni 1348 - 5 september 1348)
- Thomas van Woodstock, 1ste hertog van Gloucester (1355-1397).

## Kwartierstaat (voorouders)
| Hendrik III van Engeland (1207-1272) | Hendrik III van Engeland (1207-1272) | Hendrik III van Engeland (1207-1272) | Hendrik III van Engeland (1207-1272) | Hendrik III van Engeland (1207-1272) | Hendrik III van Engeland (1207-1272) | Eleonora van Provence (ca. 1223-1291) | Eleonora van Provence (ca. 1223-1291) | Eleonora van Provence (ca. 1223-1291) | Eleonora van Provence (ca. 1223-1291) | Eleonora van Provence (ca. 1223-1291) | Eleonora van Provence (ca. 1223-1291) |                                     |                                     | Ferdinand III van Castilië (1199-1252) | Ferdinand III van Castilië (1199-1252) | Ferdinand III van Castilië (1199-1252) | Ferdinand III van Castilië (1199-1252) | Ferdinand III van Castilië (1199-1252) | Ferdinand III van Castilië (1199-1252) | Johanna van Dammartin (ca. 1220-1279) | Johanna van Dammartin (ca. 1220-1279) | Johanna van Dammartin (ca. 1220-1279) | Johanna van Dammartin (ca. 1220-1279) | Johanna van Dammartin (ca. 1220-1279) | Johanna van Dammartin (ca. 1220-1279) |  |  | Filips III van Frankrijk (1245-1285) | Filips III van Frankrijk (1245-1285) | Filips III van Frankrijk (1245-1285) | Filips III van Frankrijk (1245-1285) | Filips III van Frankrijk (1245-1285) | Filips III van Frankrijk (1245-1285) | Isabella van Aragón (1247-1271)     | Isabella van Aragón (1247-1271)     | Isabella van Aragón (1247-1271)     | Isabella van Aragón (1247-1271)     | Isabella van Aragón (1247-1271)    | Isabella van Aragón (1247-1271)    |                                    |                                    | Hendrik I van Navarra (ca. 1244-1274) | Hendrik I van Navarra (ca. 1244-1274) | Hendrik I van Navarra (ca. 1244-1274) | Hendrik I van Navarra (ca. 1244-1274) | Hendrik I van Navarra (ca. 1244-1274) | Hendrik I van Navarra (ca. 1244-1274) | Blanca van Artesië (1248-1302)    | Blanca van Artesië (1248-1302)    | Blanca van Artesië (1248-1302) | Blanca van Artesië (1248-1302) | Blanca van Artesië (1248-1302) | Blanca van Artesië (1248-1302) |  |  |  |  |  |  |  |  |  |  |  |  |  |  |  |  |  |  |  |  |  |  |  |  |  |  |  |  |  |  |  |  |  |  |  |  |  |  |  |  |  |  |  |  |  |  |  |  |
| Hendrik III van Engeland (1207-1272) | Hendrik III van Engeland (1207-1272) | Hendrik III van Engeland (1207-1272) | Hendrik III van Engeland (1207-1272) | Hendrik III van Engeland (1207-1272) | Hendrik III van Engeland (1207-1272) | Eleonora van Provence (ca. 1223-1291) | Eleonora van Provence (ca. 1223-1291) | Eleonora van Provence (ca. 1223-1291) | Eleonora van Provence (ca. 1223-1291) | Eleonora van Provence (ca. 1223-1291) | Eleonora van Provence (ca. 1223-1291) |                                     |                                     | Ferdinand III van Castilië (1199-1252) | Ferdinand III van Castilië (1199-1252) | Ferdinand III van Castilië (1199-1252) | Ferdinand III van Castilië (1199-1252) | Ferdinand III van Castilië (1199-1252) | Ferdinand III van Castilië (1199-1252) | Johanna van Dammartin (ca. 1220-1279) | Johanna van Dammartin (ca. 1220-1279) | Johanna van Dammartin (ca. 1220-1279) | Johanna van Dammartin (ca. 1220-1279) | Johanna van Dammartin (ca. 1220-1279) | Johanna van Dammartin (ca. 1220-1279) |  |  | Filips III van Frankrijk (1245-1285) | Filips III van Frankrijk (1245-1285) | Filips III van Frankrijk (1245-1285) | Filips III van Frankrijk (1245-1285) | Filips III van Frankrijk (1245-1285) | Filips III van Frankrijk (1245-1285) | Isabella van Aragón (1247-1271)     | Isabella van Aragón (1247-1271)     | Isabella van Aragón (1247-1271)     | Isabella van Aragón (1247-1271)     | Isabella van Aragón (1247-1271)    | Isabella van Aragón (1247-1271)    |                                    |                                    | Hendrik I van Navarra (ca. 1244-1274) | Hendrik I van Navarra (ca. 1244-1274) | Hendrik I van Navarra (ca. 1244-1274) | Hendrik I van Navarra (ca. 1244-1274) | Hendrik I van Navarra (ca. 1244-1274) | Hendrik I van Navarra (ca. 1244-1274) | Blanca van Artesië (1248-1302)    | Blanca van Artesië (1248-1302)    | Blanca van Artesië (1248-1302) | Blanca van Artesië (1248-1302) | Blanca van Artesië (1248-1302) | Blanca van Artesië (1248-1302) |  |  |  |  |  |  |  |  |  |  |  |  |  |  |  |  |  |  |  |  |  |  |  |  |  |  |  |  |  |  |  |  |  |  |  |  |  |  |  |  |  |  |  |  |  |  |  |  |
|                                      |                                      |                                      |                                      |                                      |                                      |                                       |                                       |                                       |                                       |                                       |                                       |                                     |                                     |                                        |                                        |                                        |                                        |                                        |                                        |                                       |                                       |                                       |                                       |                                       |                                       |  |  |                                      |                                      |                                      |                                      |                                      |                                      |                                     |                                     |                                     |                                     |                                    |                                    |                                    |                                    |                                       |                                       |                                       |                                       |                                       |                                       |                                   |                                   |                                |                                |                                |                                |  |  |  |  |  |  |  |  |  |  |  |  |  |  |  |  |  |  |  |  |  |  |  |  |  |  |  |  |  |  |  |  |  |  |  |  |  |  |  |  |  |  |  |  |  |  |  |  |
|                                      |                                      |                                      |                                      | Eduard I van Engeland (1239-1307)    | Eduard I van Engeland (1239-1307)    | Eduard I van Engeland (1239-1307)     | Eduard I van Engeland (1239-1307)     | Eduard I van Engeland (1239-1307)     | Eduard I van Engeland (1239-1307)     |                                       |                                       |                                     |                                     |                                        |                                        | Eleonora van Castilië (1241-1290)      | Eleonora van Castilië (1241-1290)      | Eleonora van Castilië (1241-1290)      | Eleonora van Castilië (1241-1290)      | Eleonora van Castilië (1241-1290)     | Eleonora van Castilië (1241-1290)     |                                       |                                       |                                       |                                       |  |  |                                      |                                      |                                      |                                      | Filips IV van Frankrijk (1268-1314)  | Filips IV van Frankrijk (1268-1314)  | Filips IV van Frankrijk (1268-1314) | Filips IV van Frankrijk (1268-1314) | Filips IV van Frankrijk (1268-1314) | Filips IV van Frankrijk (1268-1314) |                                    |                                    |                                    |                                    |                                       |                                       | Johanna I van Navarra (1273-1305)     | Johanna I van Navarra (1273-1305)     | Johanna I van Navarra (1273-1305)     | Johanna I van Navarra (1273-1305)     | Johanna I van Navarra (1273-1305) | Johanna I van Navarra (1273-1305) |                                |                                |                                |                                |  |  |  |  |  |  |  |  |  |  |  |  |  |  |  |  |  |  |  |  |  |  |  |  |  |  |  |  |  |  |  |  |  |  |  |  |  |  |  |  |  |  |  |  |  |  |  |  |
|                                      |                                      |                                      |                                      | Eduard I van Engeland (1239-1307)    | Eduard I van Engeland (1239-1307)    | Eduard I van Engeland (1239-1307)     | Eduard I van Engeland (1239-1307)     | Eduard I van Engeland (1239-1307)     | Eduard I van Engeland (1239-1307)     |                                       |                                       |                                     |                                     |                                        |                                        | Eleonora van Castilië (1241-1290)      | Eleonora van Castilië (1241-1290)      | Eleonora van Castilië (1241-1290)      | Eleonora van Castilië (1241-1290)      | Eleonora van Castilië (1241-1290)     | Eleonora van Castilië (1241-1290)     |                                       |                                       |                                       |                                       |  |  |                                      |                                      |                                      |                                      | Filips IV van Frankrijk (1268-1314)  | Filips IV van Frankrijk (1268-1314)  | Filips IV van Frankrijk (1268-1314) | Filips IV van Frankrijk (1268-1314) | Filips IV van Frankrijk (1268-1314) | Filips IV van Frankrijk (1268-1314) |                                    |                                    |                                    |                                    |                                       |                                       | Johanna I van Navarra (1273-1305)     | Johanna I van Navarra (1273-1305)     | Johanna I van Navarra (1273-1305)     | Johanna I van Navarra (1273-1305)     | Johanna I van Navarra (1273-1305) | Johanna I van Navarra (1273-1305) |                                |                                |                                |                                |  |  |  |  |  |  |  |  |  |  |  |  |  |  |  |  |  |  |  |  |  |  |  |  |  |  |  |  |  |  |  |  |  |  |  |  |  |  |  |  |  |  |  |  |  |  |  |  |
|                                      |                                      |                                      |                                      |                                      |                                      |                                       |                                       |                                       |                                       | Eduard II van Engeland (1284-1327)    | Eduard II van Engeland (1284-1327)    | Eduard II van Engeland (1284-1327)  | Eduard II van Engeland (1284-1327)  | Eduard II van Engeland (1284-1327)     | Eduard II van Engeland (1284-1327)     |                                        |                                        |                                        |                                        |                                       |                                       |                                       |                                       |                                       |                                       |  |  |                                      |                                      |                                      |                                      |                                      |                                      |                                     |                                     |                                     |                                     | Isabella van Frankrijk (1292-1358) | Isabella van Frankrijk (1292-1358) | Isabella van Frankrijk (1292-1358) | Isabella van Frankrijk (1292-1358) | Isabella van Frankrijk (1292-1358)    | Isabella van Frankrijk (1292-1358)    |                                       |                                       |                                       |                                       |                                   |                                   |                                |                                |                                |                                |  |  |  |  |  |  |  |  |  |  |  |  |  |  |  |  |  |  |  |  |  |  |  |  |  |  |  |  |  |  |  |  |  |  |  |  |  |  |  |  |  |  |  |  |  |  |  |  |
|                                      |                                      |                                      |                                      |                                      |                                      |                                       |                                       |                                       |                                       | Eduard II van Engeland (1284-1327)    | Eduard II van Engeland (1284-1327)    | Eduard II van Engeland (1284-1327)  | Eduard II van Engeland (1284-1327)  | Eduard II van Engeland (1284-1327)     | Eduard II van Engeland (1284-1327)     |                                        |                                        |                                        |                                        |                                       |                                       |                                       |                                       |                                       |                                       |  |  |                                      |                                      |                                      |                                      |                                      |                                      |                                     |                                     |                                     |                                     | Isabella van Frankrijk (1292-1358) | Isabella van Frankrijk (1292-1358) | Isabella van Frankrijk (1292-1358) | Isabella van Frankrijk (1292-1358) | Isabella van Frankrijk (1292-1358)    | Isabella van Frankrijk (1292-1358)    |                                       |                                       |                                       |                                       |                                   |                                   |                                |                                |                                |                                |  |  |  |  |  |  |  |  |  |  |  |  |  |  |  |  |  |  |  |  |  |  |  |  |  |  |  |  |  |  |  |  |  |  |  |  |  |  |  |  |  |  |  |  |  |  |  |  |
|                                      |                                      |                                      |                                      |                                      |                                      |                                       |                                       |                                       |                                       |                                       |                                       |                                     |                                     |                                        |                                        |                                        |                                        |                                        |                                        |                                       |                                       |                                       |                                       |                                       |                                       |  |  |                                      |                                      |                                      |                                      |                                      |                                      |                                     |                                     |                                     |                                     |                                    |                                    |                                    |                                    |                                       |                                       |                                       |                                       |                                       |                                       |                                   |                                   |                                |                                |                                |                                |  |  |  |  |  |  |  |  |  |  |  |  |  |  |  |  |  |  |  |  |  |  |  |  |  |  |  |  |  |  |  |  |  |  |  |  |  |  |  |  |  |  |  |  |  |  |  |  |
|                                      |                                      |                                      |                                      |                                      |                                      |                                       |                                       |                                       |                                       |                                       |                                       |                                     |                                     |                                        |                                        |                                        |                                        |                                        |                                        |                                       |                                       |                                       |                                       |                                       |                                       |  |  |                                      |                                      |                                      |                                      |                                      |                                      |                                     |                                     |                                     |                                     |                                    |                                    |                                    |                                    |                                       |                                       |                                       |                                       |                                       |                                       |                                   |                                   |                                |                                |                                |                                |  |  |  |  |  |  |  |  |  |  |  |  |  |  |  |  |  |  |  |  |  |  |  |  |  |  |  |  |  |  |  |  |  |  |  |  |  |  |  |  |  |  |  |  |  |  |  |  |
|                                      |                                      |                                      |                                      |                                      |                                      |                                       |                                       |                                       |                                       |                                       |                                       | Eduard III van Engeland (1312-1377) | Eduard III van Engeland (1312-1377) | Eduard III van Engeland (1312-1377)    | Eduard III van Engeland (1312-1377)    | Eduard III van Engeland (1312-1377)    | Eduard III van Engeland (1312-1377)    |                                        |                                        | Jan van Eltham (1316-1336)            | Jan van Eltham (1316-1336)            | Jan van Eltham (1316-1336)            | Jan van Eltham (1316-1336)            | Jan van Eltham (1316-1336)            | Jan van Eltham (1316-1336)            |  |  | Eleonora van Engeland (1318-1355)    | Eleonora van Engeland (1318-1355)    | Eleonora van Engeland (1318-1355)    | Eleonora van Engeland (1318-1355)    | Eleonora van Engeland (1318-1355)    | Eleonora van Engeland (1318-1355)    |                                     |                                     | Johanna van Engeland (1321-1362)    | Johanna van Engeland (1321-1362)    | Johanna van Engeland (1321-1362)   | Johanna van Engeland (1321-1362)   | Johanna van Engeland (1321-1362)   | Johanna van Engeland (1321-1362)   |                                       |                                       |                                       |                                       |                                       |                                       |                                   |                                   |                                |                                |                                |                                |  |  |  |  |  |  |  |  |  |  |  |  |  |  |  |  |  |  |  |  |  |  |  |  |  |  |  |  |  |  |  |  |  |  |  |  |  |  |  |  |  |  |  |  |  |  |  |  |